# Lista di asteroidi (256001-257000)
Di seguito una lista di asteroidi dal numero 256001 al 257000 con data di scoperta e scopritore.

## 256001-256100
| Nome     | Designazione provvisoria | Data di scoperta | Scopritore          |
| -------- | ------------------------ | ---------------- | ------------------- |
| 256001 - | 2006 TY121               | 11 ottobre 2006  | NEAT                |
| 256002 - | 2006 TZ123               | 2 ottobre 2006   | Mount Lemmon Survey |
| 256003 - | 2006 TK126               | 3 ottobre 2006   | Mount Lemmon Survey |
| 256004 - | 2006 UP                  | 16 ottobre 2006  | CSS                 |
| 256005 - | 2006 UY6                 | 16 ottobre 2006  | CSS                 |
| 256006 - | 2006 UV7                 | 16 ottobre 2006  | CSS                 |
| 256007 - | 2006 UP8                 | 16 ottobre 2006  | CSS                 |
| 256008 - | 2006 UW8                 | 16 ottobre 2006  | CSS                 |
| 256009 - | 2006 UR9                 | 16 ottobre 2006  | CSS                 |
| 256010 - | 2006 UA10                | 16 ottobre 2006  | Spacewatch          |
| 256011 - | 2006 UF10                | 17 ottobre 2006  | CSS                 |
| 256012 - | 2006 UL10                | 17 ottobre 2006  | Mount Lemmon Survey |
| 256013 - | 2006 US13                | 17 ottobre 2006  | Mount Lemmon Survey |
| 256014 - | 2006 UC16                | 17 ottobre 2006  | Mount Lemmon Survey |
| 256015 - | 2006 UG23                | 16 ottobre 2006  | Spacewatch          |
| 256016 - | 2006 UY23                | 16 ottobre 2006  | Spacewatch          |
| 256017 - | 2006 UF24                | 16 ottobre 2006  | Spacewatch          |
| 256018 - | 2006 UE26                | 16 ottobre 2006  | Spacewatch          |
| 256019 - | 2006 UG26                | 16 ottobre 2006  | Spacewatch          |
| 256020 - | 2006 UB28                | 16 ottobre 2006  | Spacewatch          |
| 256021 - | 2006 UO29                | 16 ottobre 2006  | Spacewatch          |
| 256022 - | 2006 US29                | 16 ottobre 2006  | Spacewatch          |
| 256023 - | 2006 UF32                | 16 ottobre 2006  | Spacewatch          |
| 256024 - | 2006 UZ33                | 16 ottobre 2006  | Spacewatch          |
| 256025 - | 2006 UJ36                | 16 ottobre 2006  | CSS                 |
| 256026 - | 2006 UQ37                | 16 ottobre 2006  | Spacewatch          |
| 256027 - | 2006 UF38                | 16 ottobre 2006  | Spacewatch          |
| 256028 - | 2006 UQ39                | 16 ottobre 2006  | Spacewatch          |
| 256029 - | 2006 UU40                | 16 ottobre 2006  | Spacewatch          |
| 256030 - | 2006 UA41                | 16 ottobre 2006  | Spacewatch          |
| 256031 - | 2006 UH42                | 16 ottobre 2006  | Spacewatch          |
| 256032 - | 2006 UK45                | 16 ottobre 2006  | Spacewatch          |
| 256033 - | 2006 UJ47                | 16 ottobre 2006  | Bickel, W.          |
| 256034 - | 2006 UM53                | 17 ottobre 2006  | Mount Lemmon Survey |
| 256035 - | 2006 UQ62                | 19 ottobre 2006  | Tucker, R. A.       |
| 256036 - | 2006 UX65                | 16 ottobre 2006  | CSS                 |
| 256037 - | 2006 UF68                | 16 ottobre 2006  | CSS                 |
| 256038 - | 2006 UC70                | 16 ottobre 2006  | CSS                 |
| 256039 - | 2006 UO79                | 17 ottobre 2006  | Spacewatch          |
| 256040 - | 2006 UM81                | 17 ottobre 2006  | Spacewatch          |
| 256041 - | 2006 UX81                | 17 ottobre 2006  | Mount Lemmon Survey |
| 256042 - | 2006 UR82                | 17 ottobre 2006  | Spacewatch          |
| 256043 - | 2006 UT82                | 17 ottobre 2006  | Spacewatch          |
| 256044 - | 2006 UU87                | 17 ottobre 2006  | Mount Lemmon Survey |
| 256045 - | 2006 UQ88                | 17 ottobre 2006  | Spacewatch          |
| 256046 - | 2006 UY89                | 17 ottobre 2006  | Spacewatch          |
| 256047 - | 2006 UH91                | 17 ottobre 2006  | Spacewatch          |
| 256048 - | 2006 UJ92                | 18 ottobre 2006  | Spacewatch          |
| 256049 - | 2006 UP99                | 18 ottobre 2006  | Spacewatch          |
| 256050 - | 2006 UV102               | 18 ottobre 2006  | Spacewatch          |
| 256051 - | 2006 UY104               | 18 ottobre 2006  | Spacewatch          |
| 256052 - | 2006 UH120               | 19 ottobre 2006  | Spacewatch          |
| 256053 - | 2006 UR120               | 19 ottobre 2006  | Spacewatch          |
| 256054 - | 2006 UX120               | 19 ottobre 2006  | Spacewatch          |
| 256055 - | 2006 UR121               | 19 ottobre 2006  | Spacewatch          |
| 256056 - | 2006 UL123               | 19 ottobre 2006  | Spacewatch          |
| 256057 - | 2006 UT126               | 19 ottobre 2006  | Spacewatch          |
| 256058 - | 2006 UA132               | 19 ottobre 2006  | CSS                 |
| 256059 - | 2006 UB133               | 19 ottobre 2006  | Spacewatch          |
| 256060 - | 2006 UY134               | 19 ottobre 2006  | NEAT                |
| 256061 - | 2006 UX135               | 19 ottobre 2006  | Spacewatch          |
| 256062 - | 2006 UR136               | 19 ottobre 2006  | Mount Lemmon Survey |
| 256063 - | 2006 UY140               | 19 ottobre 2006  | Spacewatch          |
| 256064 - | 2006 UW142               | 19 ottobre 2006  | Spacewatch          |
| 256065 - | 2006 UH144               | 19 ottobre 2006  | CSS                 |
| 256066 - | 2006 UD146               | 20 ottobre 2006  | Mount Lemmon Survey |
| 256067 - | 2006 UF158               | 21 ottobre 2006  | Mount Lemmon Survey |
| 256068 - | 2006 UB172               | 21 ottobre 2006  | Mount Lemmon Survey |
| 256069 - | 2006 UV175               | 16 ottobre 2006  | CSS                 |
| 256070 - | 2006 UB176               | 16 ottobre 2006  | CSS                 |
| 256071 - | 2006 UN178               | 16 ottobre 2006  | CSS                 |
| 256072 - | 2006 UQ179               | 16 ottobre 2006  | CSS                 |
| 256073 - | 2006 UF181               | 16 ottobre 2006  | CSS                 |
| 256074 - | 2006 UD182               | 16 ottobre 2006  | CSS                 |
| 256075 - | 2006 UE186               | 17 ottobre 2006  | CSS                 |
| 256076 - | 2006 UF190               | 19 ottobre 2006  | CSS                 |
| 256077 - | 2006 UU191               | 19 ottobre 2006  | CSS                 |
| 256078 - | 2006 UQ200               | 21 ottobre 2006  | Spacewatch          |
| 256079 - | 2006 UH201               | 21 ottobre 2006  | Spacewatch          |
| 256080 - | 2006 UL202               | 22 ottobre 2006  | CSS                 |
| 256081 - | 2006 UB203               | 22 ottobre 2006  | NEAT                |
| 256082 - | 2006 UG203               | 22 ottobre 2006  | NEAT                |
| 256083 - | 2006 UZ203               | 22 ottobre 2006  | NEAT                |
| 256084 - | 2006 UR205               | 23 ottobre 2006  | Spacewatch          |
| 256085 - | 2006 UK207               | 23 ottobre 2006  | LINEAR              |
| 256086 - | 2006 UX207               | 23 ottobre 2006  | Spacewatch          |
| 256087 - | 2006 UY207               | 23 ottobre 2006  | Spacewatch          |
| 256088 - | 2006 UJ213               | 23 ottobre 2006  | Spacewatch          |
| 256089 - | 2006 UD214               | 23 ottobre 2006  | Spacewatch          |
| 256090 - | 2006 UO216               | 17 ottobre 2006  | Mount Lemmon Survey |
| 256091 - | 2006 UH218               | 27 ottobre 2006  | Nyukasa             |
| 256092 - | 2006 UE220               | 16 ottobre 2006  | CSS                 |
| 256093 - | 2006 UJ221               | 17 ottobre 2006  | CSS                 |
| 256094 - | 2006 UF229               | 20 ottobre 2006  | NEAT                |
| 256095 - | 2006 UM229               | 20 ottobre 2006  | NEAT                |
| 256096 - | 2006 UX234               | 22 ottobre 2006  | Mount Lemmon Survey |
| 256097 - | 2006 UK239               | 23 ottobre 2006  | Spacewatch          |
| 256098 - | 2006 UF244               | 27 ottobre 2006  | Mount Lemmon Survey |
| 256099 - | 2006 UG248               | 27 ottobre 2006  | Mount Lemmon Survey |
| 256100 - | 2006 UU254               | 27 ottobre 2006  | Mount Lemmon Survey |

## 256101-256200
| Nome     | Designazione provvisoria | Data di scoperta | Scopritore           |
| -------- | ------------------------ | ---------------- | -------------------- |
| 256101 - | 2006 UT255               | 27 ottobre 2006  | Mount Lemmon Survey  |
| 256102 - | 2006 UW260               | 28 ottobre 2006  | Mount Lemmon Survey  |
| 256103 - | 2006 UX262               | 29 ottobre 2006  | Mount Lemmon Survey  |
| 256104 - | 2006 US265               | 27 ottobre 2006  | CSS                  |
| 256105 - | 2006 UC266               | 27 ottobre 2006  | CSS                  |
| 256106 - | 2006 UK271               | 27 ottobre 2006  | Mount Lemmon Survey  |
| 256107 - | 2006 UJ272               | 27 ottobre 2006  | Mount Lemmon Survey  |
| 256108 - | 2006 UX273               | 27 ottobre 2006  | Spacewatch           |
| 256109 - | 2006 UG281               | 28 ottobre 2006  | Mount Lemmon Survey  |
| 256110 - | 2006 UX282               | 28 ottobre 2006  | Spacewatch           |
| 256111 - | 2006 UE283               | 28 ottobre 2006  | Spacewatch           |
| 256112 - | 2006 UX285               | 28 ottobre 2006  | Spacewatch           |
| 256113 - | 2006 UH290               | 31 ottobre 2006  | Spacewatch           |
| 256114 - | 2006 UD291               | 22 ottobre 2006  | Siding Spring Survey |
| 256115 - | 2006 UA295               | 19 ottobre 2006  | Buie, M. W.          |
| 256116 - | 2006 UW297               | 19 ottobre 2006  | Buie, M. W.          |
| 256117 - | 2006 UW327               | 20 ottobre 2006  | Spacewatch           |
| 256118 - | 2006 UQ328               | 19 ottobre 2006  | CSS                  |
| 256119 - | 2006 UC329               | 21 ottobre 2006  | Spacewatch           |
| 256120 - | 2006 UM329               | 23 ottobre 2006  | CSS                  |
| 256121 - | 2006 UM331               | 21 ottobre 2006  | Mount Lemmon Survey  |
| 256122 - | 2006 UK333               | 22 ottobre 2006  | Becker, A. C.        |
| 256123 - | 2006 UZ334               | 21 ottobre 2006  | Spacewatch           |
| 256124 - | 2006 UK337               | 20 ottobre 2006  | Mount Lemmon Survey  |
| 256125 - | 2006 UR337               | 17 ottobre 2006  | CSS                  |
| 256126 - | 2006 UW346               | 28 ottobre 2006  | CSS                  |
| 256127 - | 2006 UX358               | 19 ottobre 2006  | Mount Lemmon Survey  |
| 256128 - | 2006 VD                  | 1 novembre 2006  | Young, J. W.         |
| 256129 - | 2006 VS1                 | 2 novembre 2006  | Mount Lemmon Survey  |
| 256130 - | 2006 VF3                 | 9 novembre 2006  | Spacewatch           |
| 256131 - | 2006 VR5                 | 10 novembre 2006 | Spacewatch           |
| 256132 - | 2006 VY6                 | 10 novembre 2006 | Spacewatch           |
| 256133 - | 2006 VK7                 | 10 novembre 2006 | Spacewatch           |
| 256134 - | 2006 VQ10                | 11 novembre 2006 | CSS                  |
| 256135 - | 2006 VN12                | 11 novembre 2006 | Spacewatch           |
| 256136 - | 2006 VU12                | 11 novembre 2006 | Tucker, R. A.        |
| 256137 - | 2006 VZ12                | 1 novembre 2006  | CSS                  |
| 256138 - | 2006 VQ15                | 9 novembre 2006  | Spacewatch           |
| 256139 - | 2006 VJ19                | 9 novembre 2006  | Spacewatch           |
| 256140 - | 2006 VL19                | 9 novembre 2006  | Spacewatch           |
| 256141 - | 2006 VF20                | 9 novembre 2006  | Spacewatch           |
| 256142 - | 2006 VM22                | 10 novembre 2006 | Spacewatch           |
| 256143 - | 2006 VA25                | 10 novembre 2006 | Spacewatch           |
| 256144 - | 2006 VD26                | 10 novembre 2006 | Spacewatch           |
| 256145 - | 2006 VF30                | 10 novembre 2006 | Spacewatch           |
| 256146 - | 2006 VM30                | 10 novembre 2006 | Spacewatch           |
| 256147 - | 2006 VQ31                | 11 novembre 2006 | Spacewatch           |
| 256148 - | 2006 VW31                | 11 novembre 2006 | Spacewatch           |
| 256149 - | 2006 VU33                | 11 novembre 2006 | Mount Lemmon Survey  |
| 256150 - | 2006 VE34                | 11 novembre 2006 | CSS                  |
| 256151 - | 2006 VH34                | 11 novembre 2006 | CSS                  |
| 256152 - | 2006 VU36                | 11 novembre 2006 | CSS                  |
| 256153 - | 2006 VA42                | 12 novembre 2006 | Mount Lemmon Survey  |
| 256154 - | 2006 VU43                | 13 novembre 2006 | Spacewatch           |
| 256155 - | 2006 VO44                | 15 novembre 2006 | LINEAR               |
| 256156 - | 2006 VJ48                | 10 novembre 2006 | Spacewatch           |
| 256157 - | 2006 VX48                | 10 novembre 2006 | Spacewatch           |
| 256158 - | 2006 VO49                | 10 novembre 2006 | Spacewatch           |
| 256159 - | 2006 VF50                | 10 novembre 2006 | Spacewatch           |
| 256160 - | 2006 VZ50                | 10 novembre 2006 | Spacewatch           |
| 256161 - | 2006 VN52                | 11 novembre 2006 | Spacewatch           |
| 256162 - | 2006 VD53                | 11 novembre 2006 | Spacewatch           |
| 256163 - | 2006 VL53                | 11 novembre 2006 | Spacewatch           |
| 256164 - | 2006 VP53                | 11 novembre 2006 | Spacewatch           |
| 256165 - | 2006 VW54                | 11 novembre 2006 | Spacewatch           |
| 256166 - | 2006 VG55                | 11 novembre 2006 | Spacewatch           |
| 256167 - | 2006 VK55                | 11 novembre 2006 | Spacewatch           |
| 256168 - | 2006 VX55                | 11 novembre 2006 | Spacewatch           |
| 256169 - | 2006 VB56                | 11 novembre 2006 | Spacewatch           |
| 256170 - | 2006 VO61                | 11 novembre 2006 | Spacewatch           |
| 256171 - | 2006 VT63                | 11 novembre 2006 | Spacewatch           |
| 256172 - | 2006 VD64                | 11 novembre 2006 | Spacewatch           |
| 256173 - | 2006 VM65                | 11 novembre 2006 | Spacewatch           |
| 256174 - | 2006 VS67                | 11 novembre 2006 | Spacewatch           |
| 256175 - | 2006 VZ67                | 11 novembre 2006 | Spacewatch           |
| 256176 - | 2006 VG68                | 11 novembre 2006 | Spacewatch           |
| 256177 - | 2006 VP68                | 11 novembre 2006 | CSS                  |
| 256178 - | 2006 VD69                | 11 novembre 2006 | CSS                  |
| 256179 - | 2006 VY69                | 11 novembre 2006 | Spacewatch           |
| 256180 - | 2006 VT71                | 11 novembre 2006 | Mount Lemmon Survey  |
| 256181 - | 2006 VM73                | 11 novembre 2006 | Mount Lemmon Survey  |
| 256182 - | 2006 VW73                | 11 novembre 2006 | Mount Lemmon Survey  |
| 256183 - | 2006 VE74                | 11 novembre 2006 | Spacewatch           |
| 256184 - | 2006 VC75                | 11 novembre 2006 | Mount Lemmon Survey  |
| 256185 - | 2006 VS75                | 11 novembre 2006 | Spacewatch           |
| 256186 - | 2006 VQ77                | 12 novembre 2006 | Mount Lemmon Survey  |
| 256187 - | 2006 VH78                | 12 novembre 2006 | Mount Lemmon Survey  |
| 256188 - | 2006 VO79                | 12 novembre 2006 | Mount Lemmon Survey  |
| 256189 - | 2006 VD80                | 12 novembre 2006 | Mount Lemmon Survey  |
| 256190 - | 2006 VC84                | 13 novembre 2006 | Mount Lemmon Survey  |
| 256191 - | 2006 VX84                | 13 novembre 2006 | Mount Lemmon Survey  |
| 256192 - | 2006 VU85                | 14 novembre 2006 | Spacewatch           |
| 256193 - | 2006 VP87                | 14 novembre 2006 | CSS                  |
| 256194 - | 2006 VD88                | 14 novembre 2006 | Mount Lemmon Survey  |
| 256195 - | 2006 VY88                | 14 novembre 2006 | LINEAR               |
| 256196 - | 2006 VG89                | 14 novembre 2006 | LINEAR               |
| 256197 - | 2006 VH89                | 14 novembre 2006 | LINEAR               |
| 256198 - | 2006 VA90                | 14 novembre 2006 | Spacewatch           |
| 256199 - | 2006 VD90                | 14 novembre 2006 | LINEAR               |
| 256200 - | 2006 VY92                | 15 novembre 2006 | Mount Lemmon Survey  |

## 256201-256300
| Nome     | Designazione provvisoria | Data di scoperta | Scopritore              |
| -------- | ------------------------ | ---------------- | ----------------------- |
| 256201 - | 2006 VW93                | 15 novembre 2006 | Mount Lemmon Survey     |
| 256202 - | 2006 VV94                | 15 novembre 2006 | Mount Lemmon Survey     |
| 256203 - | 2006 VW94                | 15 novembre 2006 | Mount Lemmon Survey     |
| 256204 - | 2006 VY94                | 15 novembre 2006 | Spacewatch              |
| 256205 - | 2006 VB96                | 10 novembre 2006 | Spacewatch              |
| 256206 - | 2006 VV96                | 10 novembre 2006 | Spacewatch              |
| 256207 - | 2006 VD103               | 12 novembre 2006 | Mount Lemmon Survey     |
| 256208 - | 2006 VG103               | 12 novembre 2006 | Lin, H.-C., Ye, Q.-z.   |
| 256209 - | 2006 VW103               | 12 novembre 2006 | Lin, H.-C., Ye, Q.-z.   |
| 256210 - | 2006 VN111               | 13 novembre 2006 | Spacewatch              |
| 256211 - | 2006 VR111               | 13 novembre 2006 | Spacewatch              |
| 256212 - | 2006 VG112               | 13 novembre 2006 | CSS                     |
| 256213 - | 2006 VS113               | 13 novembre 2006 | Mount Lemmon Survey     |
| 256214 - | 2006 VD117               | 14 novembre 2006 | Spacewatch              |
| 256215 - | 2006 VH117               | 14 novembre 2006 | Spacewatch              |
| 256216 - | 2006 VD122               | 14 novembre 2006 | LINEAR                  |
| 256217 - | 2006 VF123               | 14 novembre 2006 | Spacewatch              |
| 256218 - | 2006 VN123               | 14 novembre 2006 | LINEAR                  |
| 256219 - | 2006 VW124               | 14 novembre 2006 | Spacewatch              |
| 256220 - | 2006 VB129               | 15 novembre 2006 | Spacewatch              |
| 256221 - | 2006 VB132               | 15 novembre 2006 | Spacewatch              |
| 256222 - | 2006 VE134               | 15 novembre 2006 | Mount Lemmon Survey     |
| 256223 - | 2006 VV139               | 15 novembre 2006 | Spacewatch              |
| 256224 - | 2006 VV140               | 15 novembre 2006 | Spacewatch              |
| 256225 - | 2006 VY144               | 15 novembre 2006 | CSS                     |
| 256226 - | 2006 VS146               | 15 novembre 2006 | Spacewatch              |
| 256227 - | 2006 VU146               | 15 novembre 2006 | Mount Lemmon Survey     |
| 256228 - | 2006 VY146               | 15 novembre 2006 | Mount Lemmon Survey     |
| 256229 - | 2006 VC148               | 15 novembre 2006 | CSS                     |
| 256230 - | 2006 VO149               | 2 novembre 2006  | CSS                     |
| 256231 - | 2006 VG151               | 9 novembre 2006  | NEAT                    |
| 256232 - | 2006 VV151               | 9 novembre 2006  | NEAT                    |
| 256233 - | 2006 VA152               | 9 novembre 2006  | NEAT                    |
| 256234 - | 2006 VD152               | 9 novembre 2006  | NEAT                    |
| 256235 - | 2006 VH153               | 8 novembre 2006  | NEAT                    |
| 256236 - | 2006 VK154               | 8 novembre 2006  | NEAT                    |
| 256237 - | 2006 VM172               | 12 novembre 2006 | CSS                     |
| 256238 - | 2006 WD                  | 16 novembre 2006 | Yeung, W. K. Y.         |
| 256239 - | 2006 WC5                 | 16 novembre 2006 | Spacewatch              |
| 256240 - | 2006 WK13                | 16 novembre 2006 | Mount Lemmon Survey     |
| 256241 - | 2006 WN13                | 16 novembre 2006 | Mount Lemmon Survey     |
| 256242 - | 2006 WR13                | 16 novembre 2006 | Mount Lemmon Survey     |
| 256243 - | 2006 WG15                | 16 novembre 2006 | Chang, M.-T., Ye, Q.-z. |
| 256244 - | 2006 WM16                | 17 novembre 2006 | Spacewatch              |
| 256245 - | 2006 WW23                | 17 novembre 2006 | Mount Lemmon Survey     |
| 256246 - | 2006 WM24                | 17 novembre 2006 | Mount Lemmon Survey     |
| 256247 - | 2006 WS26                | 18 novembre 2006 | LINEAR                  |
| 256248 - | 2006 WD27                | 18 novembre 2006 | Spacewatch              |
| 256249 - | 2006 WC28                | 22 novembre 2006 | Yeung, W. K. Y.         |
| 256250 - | 2006 WE28                | 22 novembre 2006 | Yeung, W. K. Y.         |
| 256251 - | 2006 WF28                | 22 novembre 2006 | Yeung, W. K. Y.         |
| 256252 - | 2006 WC29                | 19 novembre 2006 | Spacewatch              |
| 256253 - | 2006 WE36                | 16 novembre 2006 | Spacewatch              |
| 256254 - | 2006 WO40                | 16 novembre 2006 | Spacewatch              |
| 256255 - | 2006 WR44                | 16 novembre 2006 | Spacewatch              |
| 256256 - | 2006 WV48                | 16 novembre 2006 | Mount Lemmon Survey     |
| 256257 - | 2006 WA49                | 16 novembre 2006 | Mount Lemmon Survey     |
| 256258 - | 2006 WB51                | 16 novembre 2006 | Spacewatch              |
| 256259 - | 2006 WL52                | 16 novembre 2006 | Spacewatch              |
| 256260 - | 2006 WH54                | 16 novembre 2006 | Spacewatch              |
| 256261 - | 2006 WN55                | 16 novembre 2006 | Spacewatch              |
| 256262 - | 2006 WS63                | 17 novembre 2006 | Mount Lemmon Survey     |
| 256263 - | 2006 WH66                | 17 novembre 2006 | Mount Lemmon Survey     |
| 256264 - | 2006 WW70                | 18 novembre 2006 | Spacewatch              |
| 256265 - | 2006 WA74                | 18 novembre 2006 | Spacewatch              |
| 256266 - | 2006 WG76                | 18 novembre 2006 | Spacewatch              |
| 256267 - | 2006 WJ76                | 18 novembre 2006 | Spacewatch              |
| 256268 - | 2006 WP80                | 18 novembre 2006 | Spacewatch              |
| 256269 - | 2006 WE81                | 18 novembre 2006 | Spacewatch              |
| 256270 - | 2006 WV82                | 18 novembre 2006 | Spacewatch              |
| 256271 - | 2006 WL88                | 18 novembre 2006 | Mount Lemmon Survey     |
| 256272 - | 2006 WA90                | 18 novembre 2006 | Spacewatch              |
| 256273 - | 2006 WK90                | 18 novembre 2006 | Mount Lemmon Survey     |
| 256274 - | 2006 WE91                | 19 novembre 2006 | Spacewatch              |
| 256275 - | 2006 WZ94                | 19 novembre 2006 | Spacewatch              |
| 256276 - | 2006 WJ98                | 19 novembre 2006 | Spacewatch              |
| 256277 - | 2006 WV98                | 19 novembre 2006 | Spacewatch              |
| 256278 - | 2006 WH104               | 19 novembre 2006 | Spacewatch              |
| 256279 - | 2006 WQ104               | 19 novembre 2006 | Spacewatch              |
| 256280 - | 2006 WX104               | 19 novembre 2006 | Spacewatch              |
| 256281 - | 2006 WK105               | 19 novembre 2006 | Spacewatch              |
| 256282 - | 2006 WT105               | 19 novembre 2006 | Spacewatch              |
| 256283 - | 2006 WQ112               | 19 novembre 2006 | Spacewatch              |
| 256284 - | 2006 WJ115               | 20 novembre 2006 | LINEAR                  |
| 256285 - | 2006 WZ115               | 20 novembre 2006 | LINEAR                  |
| 256286 - | 2006 WC116               | 20 novembre 2006 | LINEAR                  |
| 256287 - | 2006 WN120               | 21 novembre 2006 | LINEAR                  |
| 256288 - | 2006 WE124               | 22 novembre 2006 | Mount Lemmon Survey     |
| 256289 - | 2006 WF127               | 22 novembre 2006 | Mount Lemmon Survey     |
| 256290 - | 2006 WL128               | 26 novembre 2006 | Yeung, W. K. Y.         |
| 256291 - | 2006 WZ129               | 26 novembre 2006 | Bickel, W.              |
| 256292 - | 2006 WF130               | 28 novembre 2006 | Yeung, W. K. Y.         |
| 256293 - | 2006 WY131               | 18 novembre 2006 | Spacewatch              |
| 256294 - | 2006 WL132               | 18 novembre 2006 | Spacewatch              |
| 256295 - | 2006 WS134               | 18 novembre 2006 | Mount Lemmon Survey     |
| 256296 - | 2006 WC135               | 18 novembre 2006 | CSS                     |
| 256297 - | 2006 WE136               | 19 novembre 2006 | Spacewatch              |
| 256298 - | 2006 WU136               | 19 novembre 2006 | LINEAR                  |
| 256299 - | 2006 WJ139               | 19 novembre 2006 | Spacewatch              |
| 256300 - | 2006 WK140               | 19 novembre 2006 | Yeung, W. K. Y.         |

## 256301-256400
| Nome                   | Designazione provvisoria | Data di scoperta | Scopritore          |
| ---------------------- | ------------------------ | ---------------- | ------------------- |
| 256301 -               | 2006 WF150               | 20 novembre 2006 | Spacewatch          |
| 256302 -               | 2006 WQ166               | 23 novembre 2006 | Spacewatch          |
| 256303 -               | 2006 WW173               | 23 novembre 2006 | Spacewatch          |
| 256304 -               | 2006 WD176               | 23 novembre 2006 | Spacewatch          |
| 256305 -               | 2006 WM178               | 23 novembre 2006 | Mount Lemmon Survey |
| 256306 -               | 2006 WG184               | 25 novembre 2006 | Mount Lemmon Survey |
| 256307 -               | 2006 WN185               | 16 novembre 2006 | CSS                 |
| 256308 -               | 2006 WO185               | 16 novembre 2006 | CSS                 |
| 256309 -               | 2006 WJ186               | 17 novembre 2006 | NEAT                |
| 256310 -               | 2006 WL186               | 17 novembre 2006 | NEAT                |
| 256311 -               | 2006 WR189               | 25 novembre 2006 | Mount Lemmon Survey |
| 256312 -               | 2006 WU190               | 25 novembre 2006 | Spacewatch          |
| 256313 -               | 2006 WW191               | 27 novembre 2006 | CSS                 |
| 256314 -               | 2006 WE193               | 27 novembre 2006 | Spacewatch          |
| 256315 -               | 2006 WS193               | 27 novembre 2006 | Mount Lemmon Survey |
| 256316 -               | 2006 WX193               | 27 novembre 2006 | Spacewatch          |
| 256317 -               | 2006 WA194               | 27 novembre 2006 | Spacewatch          |
| 256318 -               | 2006 WA199               | 17 novembre 2006 | Spacewatch          |
| 256319 -               | 2006 XB4                 | 14 dicembre 2006 | Cordell-Lorenz      |
| 256320 -               | 2006 XK5                 | 5 dicembre 2006  | NEAT                |
| 256321 -               | 2006 XL6                 | 9 dicembre 2006  | NEAT                |
| 256322 -               | 2006 XN6                 | 9 dicembre 2006  | NEAT                |
| 256323 -               | 2006 XQ7                 | 9 dicembre 2006  | Spacewatch          |
| 256324 -               | 2006 XY11                | 10 dicembre 2006 | Spacewatch          |
| 256325 -               | 2006 XA18                | 10 dicembre 2006 | Spacewatch          |
| 256326 -               | 2006 XK18                | 10 dicembre 2006 | Spacewatch          |
| 256327 -               | 2006 XL18                | 10 dicembre 2006 | Spacewatch          |
| 256328 -               | 2006 XJ21                | 12 dicembre 2006 | LINEAR              |
| 256329 -               | 2006 XD23                | 12 dicembre 2006 | Spacewatch          |
| 256330 -               | 2006 XF25                | 12 dicembre 2006 | Mount Lemmon Survey |
| 256331 -               | 2006 XV25                | 12 dicembre 2006 | CSS                 |
| 256332 -               | 2006 XN26                | 12 dicembre 2006 | CSS                 |
| 256333 -               | 2006 XM27                | 13 dicembre 2006 | Spacewatch          |
| 256334 -               | 2006 XP27                | 13 dicembre 2006 | Spacewatch          |
| 256335 -               | 2006 XQ27                | 13 dicembre 2006 | Spacewatch          |
| 256336 -               | 2006 XS27                | 13 dicembre 2006 | Spacewatch          |
| 256337 -               | 2006 XS28                | 13 dicembre 2006 | CSS                 |
| 256338 -               | 2006 XR29                | 13 dicembre 2006 | Mount Lemmon Survey |
| 256339 -               | 2006 XM30                | 13 dicembre 2006 | Mount Lemmon Survey |
| 256340 -               | 2006 XP30                | 13 dicembre 2006 | Spacewatch          |
| 256341 -               | 2006 XO31                | 10 dicembre 2006 | Ferrando, R.        |
| 256342 -               | 2006 XE34                | 11 dicembre 2006 | Spacewatch          |
| 256343 -               | 2006 XA36                | 11 dicembre 2006 | CSS                 |
| 256344 -               | 2006 XC37                | 11 dicembre 2006 | Spacewatch          |
| 256345 -               | 2006 XG39                | 11 dicembre 2006 | Spacewatch          |
| 256346 -               | 2006 XP40                | 12 dicembre 2006 | Spacewatch          |
| 256347 -               | 2006 XT42                | 12 dicembre 2006 | Mount Lemmon Survey |
| 256348 -               | 2006 XW42                | 12 dicembre 2006 | Mount Lemmon Survey |
| 256349 -               | 2006 XF43                | 12 dicembre 2006 | Mount Lemmon Survey |
| 256350 -               | 2006 XX45                | 13 dicembre 2006 | CSS                 |
| 256351 -               | 2006 XT47                | 13 dicembre 2006 | Spacewatch          |
| 256352 -               | 2006 XB48                | 13 dicembre 2006 | LINEAR              |
| 256353 -               | 2006 XG54                | 15 dicembre 2006 | LINEAR              |
| 256354 -               | 2006 XG55                | 15 dicembre 2006 | CSS                 |
| 256355 -               | 2006 XW55                | 11 dicembre 2006 | LINEAR              |
| 256356 -               | 2006 XZ56                | 13 dicembre 2006 | CSS                 |
| 256357 -               | 2006 XH57                | 14 dicembre 2006 | CSS                 |
| 256358 -               | 2006 XR57                | 14 dicembre 2006 | Mount Lemmon Survey |
| 256359 -               | 2006 XR58                | 14 dicembre 2006 | Spacewatch          |
| 256360 -               | 2006 XG59                | 14 dicembre 2006 | Spacewatch          |
| 256361 -               | 2006 XN59                | 14 dicembre 2006 | Spacewatch          |
| 256362 -               | 2006 XE64                | 12 dicembre 2006 | NEAT                |
| 256363 -               | 2006 XL64                | 12 dicembre 2006 | LINEAR              |
| 256364 -               | 2006 XW64                | 12 dicembre 2006 | NEAT                |
| 256365 -               | 2006 XX64                | 12 dicembre 2006 | NEAT                |
| 256366 -               | 2006 XF66                | 12 dicembre 2006 | NEAT                |
| 256367 -               | 2006 XH67                | 14 dicembre 2006 | NEAT                |
| 256368 -               | 2006 YV2                 | 22 dicembre 2006 | Yeung, W. K. Y.     |
| 256369 Vilain          | 2006 YB3                 | 20 dicembre 2006 | Christophe, B.      |
| 256370 -               | 2006 YS3                 | 16 dicembre 2006 | LINEAR              |
| 256371 -               | 2006 YA5                 | 17 dicembre 2006 | Mount Lemmon Survey |
| 256372 -               | 2006 YV9                 | 21 dicembre 2006 | Spacewatch          |
| 256373 -               | 2006 YD10                | 21 dicembre 2006 | Mount Lemmon Survey |
| 256374 Danielpequignot | 2006 YZ13                | 22 dicembre 2006 | Christophe, B.      |
| 256375 -               | 2006 YW14                | 24 dicembre 2006 | Sheridan, E.        |
| 256376 -               | 2006 YM16                | 21 dicembre 2006 | LONEOS              |
| 256377 -               | 2006 YZ16                | 21 dicembre 2006 | Mount Lemmon Survey |
| 256378 -               | 2006 YG18                | 22 dicembre 2006 | LINEAR              |
| 256379 -               | 2006 YT18                | 23 dicembre 2006 | Mount Lemmon Survey |
| 256380 -               | 2006 YW25                | 21 dicembre 2006 | Spacewatch          |
| 256381 -               | 2006 YH26                | 21 dicembre 2006 | Spacewatch          |
| 256382 -               | 2006 YR26                | 21 dicembre 2006 | Spacewatch          |
| 256383 -               | 2006 YF34                | 21 dicembre 2006 | Spacewatch          |
| 256384 -               | 2006 YS35                | 21 dicembre 2006 | Spacewatch          |
| 256385 -               | 2006 YS37                | 21 dicembre 2006 | Spacewatch          |
| 256386 -               | 2006 YZ37                | 21 dicembre 2006 | Spacewatch          |
| 256387 -               | 2006 YH39                | 22 dicembre 2006 | Spacewatch          |
| 256388 -               | 2006 YE42                | 22 dicembre 2006 | Spacewatch          |
| 256389 -               | 2006 YU43                | 25 dicembre 2006 | LONEOS              |
| 256390 -               | 2006 YS44                | 26 dicembre 2006 | Eskridge            |
| 256391 -               | 2006 YA45                | 28 dicembre 2006 | Kocher, P.          |
| 256392 -               | 2006 YB50                | 21 dicembre 2006 | Buie, M. W.         |
| 256393 -               | 2006 YH51                | 24 dicembre 2006 | Spacewatch          |
| 256394 -               | 2006 YL51                | 27 dicembre 2006 | Mount Lemmon Survey |
| 256395 -               | 2006 YA55                | 21 dicembre 2006 | Spacewatch          |
| 256396 -               | 2007 AZ1                 | 9 gennaio 2007   | Lowe, A.            |
| 256397 -               | 2007 AD5                 | 8 gennaio 2007   | Mount Lemmon Survey |
| 256398 -               | 2007 AT7                 | 9 gennaio 2007   | NEAT                |
| 256399 -               | 2007 AU7                 | 9 gennaio 2007   | NEAT                |
| 256400 -               | 2007 AS10                | 10 gennaio 2007  | Mount Lemmon Survey |

## 256401-256500
| Nome     | Designazione provvisoria | Data di scoperta | Scopritore                        |
| -------- | ------------------------ | ---------------- | --------------------------------- |
| 256401 - | 2007 AZ11                | 15 gennaio 2007  | CSS                               |
| 256402 - | 2007 AR15                | 10 gennaio 2007  | Mount Lemmon Survey               |
| 256403 - | 2007 AJ16                | 10 gennaio 2007  | Mount Lemmon Survey               |
| 256404 - | 2007 AY17                | 14 gennaio 2007  | Nyukasa                           |
| 256405 - | 2007 AJ18                | 9 gennaio 2007   | CSS                               |
| 256406 - | 2007 AP18                | 10 gennaio 2007  | CSS                               |
| 256407 - | 2007 AV18                | 10 gennaio 2007  | LINEAR                            |
| 256408 - | 2007 AW18                | 10 gennaio 2007  | CSS                               |
| 256409 - | 2007 AT22                | 10 gennaio 2007  | CSS                               |
| 256410 - | 2007 AX25                | 15 gennaio 2007  | LONEOS                            |
| 256411 - | 2007 AC28                | 10 gennaio 2007  | Mount Lemmon Survey               |
| 256412 - | 2007 BT2                 | 17 gennaio 2007  | CSS                               |
| 256413 - | 2007 BJ6                 | 17 gennaio 2007  | NEAT                              |
| 256414 - | 2007 BG9                 | 17 gennaio 2007  | CSS                               |
| 256415 - | 2007 BT9                 | 17 gennaio 2007  | Spacewatch                        |
| 256416 - | 2007 BV10                | 17 gennaio 2007  | Spacewatch                        |
| 256417 - | 2007 BY14                | 17 gennaio 2007  | Spacewatch                        |
| 256418 - | 2007 BE15                | 17 gennaio 2007  | Spacewatch                        |
| 256419 - | 2007 BH21                | 24 gennaio 2007  | LINEAR                            |
| 256420 - | 2007 BJ22                | 24 gennaio 2007  | LINEAR                            |
| 256421 - | 2007 BE23                | 24 gennaio 2007  | Mount Lemmon Survey               |
| 256422 - | 2007 BD34                | 24 gennaio 2007  | Mount Lemmon Survey               |
| 256423 - | 2007 BW36                | 24 gennaio 2007  | CSS                               |
| 256424 - | 2007 BU44                | 25 gennaio 2007  | CSS                               |
| 256425 - | 2007 BY46                | 26 gennaio 2007  | Spacewatch                        |
| 256426 - | 2007 BU49                | 25 gennaio 2007  | CSS                               |
| 256427 - | 2007 BY53                | 24 gennaio 2007  | Spacewatch                        |
| 256428 - | 2007 BQ55                | 24 gennaio 2007  | LINEAR                            |
| 256429 - | 2007 BD61                | 27 gennaio 2007  | Mount Lemmon Survey               |
| 256430 - | 2007 BG69                | 27 gennaio 2007  | Mount Lemmon Survey               |
| 256431 - | 2007 BG73                | 29 gennaio 2007  | Cordell-Lorenz                    |
| 256432 - | 2007 BD74                | 17 gennaio 2007  | Spacewatch                        |
| 256433 - | 2007 BS77                | 27 gennaio 2007  | Mount Lemmon Survey               |
| 256434 - | 2007 CJ                  | 5 febbraio 2007  | NEAT                              |
| 256435 - | 2007 CH5                 | 7 febbraio 2007  | Lowe, A.                          |
| 256436 - | 2007 CS10                | 6 febbraio 2007  | Mount Lemmon Survey               |
| 256437 - | 2007 CA12                | 6 febbraio 2007  | Spacewatch                        |
| 256438 - | 2007 CM14                | 7 febbraio 2007  | Mount Lemmon Survey               |
| 256439 - | 2007 CN15                | 5 febbraio 2007  | NEAT                              |
| 256440 - | 2007 CJ16                | 7 febbraio 2007  | Spacewatch                        |
| 256441 - | 2007 CD22                | 6 febbraio 2007  | Mount Lemmon Survey               |
| 256442 - | 2007 CJ22                | 6 febbraio 2007  | Mount Lemmon Survey               |
| 256443 - | 2007 CK28                | 6 febbraio 2007  | Spacewatch                        |
| 256444 - | 2007 CG29                | 6 febbraio 2007  | Mount Lemmon Survey               |
| 256445 - | 2007 CC36                | 6 febbraio 2007  | Mount Lemmon Survey               |
| 256446 - | 2007 CM41                | 7 febbraio 2007  | Spacewatch                        |
| 256447 - | 2007 CQ41                | 7 febbraio 2007  | Spacewatch                        |
| 256448 - | 2007 CR41                | 7 febbraio 2007  | Spacewatch                        |
| 256449 - | 2007 CC43                | 7 febbraio 2007  | Mount Lemmon Survey               |
| 256450 - | 2007 CV44                | 8 febbraio 2007  | NEAT                              |
| 256451 - | 2007 CQ46                | 8 febbraio 2007  | NEAT                              |
| 256452 - | 2007 CN47                | 9 febbraio 2007  | Ries, W.                          |
| 256453 - | 2007 CD49                | 10 febbraio 2007 | Mount Lemmon Survey               |
| 256454 - | 2007 CK53                | 15 febbraio 2007 | CSS                               |
| 256455 - | 2007 CR53                | 15 febbraio 2007 | NEAT                              |
| 256456 - | 2007 CX54                | 15 febbraio 2007 | Bickel, W.                        |
| 256457 - | 2007 CW57                | 9 febbraio 2007  | CSS                               |
| 256458 - | 2007 CE60                | 10 febbraio 2007 | CSS                               |
| 256459 - | 2007 CQ65                | 8 febbraio 2007  | Mount Lemmon Survey               |
| 256460 - | 2007 DL                  | 17 febbraio 2007 | LINEAR                            |
| 256461 - | 2007 DV7                 | 18 febbraio 2007 | Calvin College                    |
| 256462 - | 2007 DD12                | 16 febbraio 2007 | NEAT                              |
| 256463 - | 2007 DJ12                | 16 febbraio 2007 | NEAT                              |
| 256464 - | 2007 DU13                | 17 febbraio 2007 | Spacewatch                        |
| 256465 - | 2007 DE22                | 17 febbraio 2007 | Spacewatch                        |
| 256466 - | 2007 DF23                | 17 febbraio 2007 | Spacewatch                        |
| 256467 - | 2007 DU29                | 17 febbraio 2007 | Spacewatch                        |
| 256468 - | 2007 DK34                | 17 febbraio 2007 | Spacewatch                        |
| 256469 - | 2007 DT34                | 17 febbraio 2007 | Spacewatch                        |
| 256470 - | 2007 DC36                | 17 febbraio 2007 | Spacewatch                        |
| 256471 - | 2007 DE38                | 17 febbraio 2007 | Spacewatch                        |
| 256472 - | 2007 DR45                | 21 febbraio 2007 | Spacewatch                        |
| 256473 - | 2007 DH49                | 18 febbraio 2007 | Astronomical Research Observatory |
| 256474 - | 2007 DF55                | 21 febbraio 2007 | LINEAR                            |
| 256475 - | 2007 DF57                | 21 febbraio 2007 | Mount Lemmon Survey               |
| 256476 - | 2007 DF61                | 25 febbraio 2007 | Stevens, B. L.                    |
| 256477 - | 2007 DN64                | 21 febbraio 2007 | Spacewatch                        |
| 256478 - | 2007 DO93                | 23 febbraio 2007 | Spacewatch                        |
| 256479 - | 2007 DV93                | 23 febbraio 2007 | Spacewatch                        |
| 256480 - | 2007 DG95                | 23 febbraio 2007 | Spacewatch                        |
| 256481 - | 2007 DU101               | 27 febbraio 2007 | Hug, G.                           |
| 256482 - | 2007 DV101               | 24 febbraio 2007 | Nyukasa                           |
| 256483 - | 2007 DJ110               | 17 febbraio 2007 | Mount Lemmon Survey               |
| 256484 - | 2007 DN110               | 17 febbraio 2007 | Spacewatch                        |
| 256485 - | 2007 DK111               | 25 febbraio 2007 | Spacewatch                        |
| 256486 - | 2007 EN8                 | 9 marzo 2007     | Mount Lemmon Survey               |
| 256487 - | 2007 EP12                | 9 marzo 2007     | NEAT                              |
| 256488 - | 2007 EQ13                | 9 marzo 2007     | Mount Lemmon Survey               |
| 256489 - | 2007 EJ14                | 9 marzo 2007     | NEAT                              |
| 256490 - | 2007 EZ14                | 9 marzo 2007     | Mount Lemmon Survey               |
| 256491 - | 2007 EP17                | 9 marzo 2007     | Mount Lemmon Survey               |
| 256492 - | 2007 EJ44                | 9 marzo 2007     | Spacewatch                        |
| 256493 - | 2007 EZ45                | 9 marzo 2007     | Mount Lemmon Survey               |
| 256494 - | 2007 EM47                | 9 marzo 2007     | Mount Lemmon Survey               |
| 256495 - | 2007 EQ51                | 11 marzo 2007    | Mount Lemmon Survey               |
| 256496 - | 2007 ES56                | 10 marzo 2007    | Hug, G.                           |
| 256497 - | 2007 ER57                | 9 marzo 2007     | CSS                               |
| 256498 - | 2007 EN58                | 9 marzo 2007     | Mount Lemmon Survey               |
| 256499 - | 2007 EH69                | 10 marzo 2007    | Spacewatch                        |
| 256500 - | 2007 EW78                | 10 marzo 2007    | NEAT                              |

## 256501-256600
| Nome               | Designazione provvisoria | Data di scoperta  | Scopritore                        |
| ------------------ | ------------------------ | ----------------- | --------------------------------- |
| 256501 -           | 2007 ED83                | 12 marzo 2007     | Spacewatch                        |
| 256502 -           | 2007 ES88                | 9 marzo 2007      | Spacewatch                        |
| 256503 -           | 2007 EY89                | 9 marzo 2007      | Mount Lemmon Survey               |
| 256504 -           | 2007 EG92                | 10 marzo 2007     | Spacewatch                        |
| 256505 -           | 2007 EY98                | 11 marzo 2007     | Spacewatch                        |
| 256506 -           | 2007 ES99                | 11 marzo 2007     | Spacewatch                        |
| 256507 -           | 2007 EP105               | 11 marzo 2007     | Mount Lemmon Survey               |
| 256508 -           | 2007 EZ105               | 11 marzo 2007     | Spacewatch                        |
| 256509 -           | 2007 EH123               | 14 marzo 2007     | Mount Lemmon Survey               |
| 256510 -           | 2007 ER125               | 11 marzo 2007     | Spacewatch                        |
| 256511 -           | 2007 EU129               | 9 marzo 2007      | Mount Lemmon Survey               |
| 256512 -           | 2007 EB137               | 11 marzo 2007     | Spacewatch                        |
| 256513 -           | 2007 ES156               | 12 marzo 2007     | Spacewatch                        |
| 256514 -           | 2007 EW156               | 12 marzo 2007     | Spacewatch                        |
| 256515 -           | 2007 EV165               | 13 marzo 2007     | Crni Vrh                          |
| 256516 -           | 2007 EL166               | 11 marzo 2007     | Spacewatch                        |
| 256517 -           | 2007 ER172               | 14 marzo 2007     | Spacewatch                        |
| 256518 -           | 2007 EG181               | 14 marzo 2007     | Spacewatch                        |
| 256519 -           | 2007 EK188               | 13 marzo 2007     | Mount Lemmon Survey               |
| 256520 -           | 2007 EM200               | 14 marzo 2007     | LONEOS                            |
| 256521 -           | 2007 EN204               | 11 marzo 2007     | Spacewatch                        |
| 256522 -           | 2007 EE207               | 14 marzo 2007     | CSS                               |
| 256523 -           | 2007 EH212               | 8 marzo 2007      | NEAT                              |
| 256524 -           | 2007 EB213               | 11 marzo 2007     | Siding Spring Survey              |
| 256525 -           | 2007 EX213               | 11 marzo 2007     | Mount Lemmon Survey               |
| 256526 -           | 2007 EF214               | 13 marzo 2007     | Mount Lemmon Survey               |
| 256527 -           | 2007 EA215               | 14 marzo 2007     | Mount Lemmon Survey               |
| 256528 -           | 2007 EZ219               | 12 marzo 2007     | Mount Lemmon Survey               |
| 256529 -           | 2007 FK                  | 16 marzo 2007     | Mount Lemmon Survey               |
| 256530 -           | 2007 FQ22                | 20 marzo 2007     | Spacewatch                        |
| 256531 -           | 2007 FR23                | 20 marzo 2007     | Spacewatch                        |
| 256532 -           | 2007 FO26                | 20 marzo 2007     | Spacewatch                        |
| 256533 -           | 2007 FY26                | 20 marzo 2007     | Spacewatch                        |
| 256534 -           | 2007 FA36                | 26 marzo 2007     | Spacewatch                        |
| 256535 -           | 2007 FV45                | 16 marzo 2007     | Mount Lemmon Survey               |
| 256536 -           | 2007 GK4                 | 11 aprile 2007    | LUSS                              |
| 256537 Zahn        | 2007 GX4                 | 10 aprile 2007    | Christophe, B.                    |
| 256538 -           | 2007 GV9                 | 11 aprile 2007    | Spacewatch                        |
| 256539 -           | 2007 GV12                | 11 aprile 2007    | Spacewatch                        |
| 256540 -           | 2007 GD15                | 11 aprile 2007    | Mount Lemmon Survey               |
| 256541 -           | 2007 GA28                | 14 aprile 2007    | CSS                               |
| 256542 -           | 2007 GG54                | 15 aprile 2007    | Spacewatch                        |
| 256543 -           | 2007 GK61                | 15 aprile 2007    | Spacewatch                        |
| 256544 -           | 2007 GX71                | 7 aprile 2007     | Mauna Kea                         |
| 256545 -           | 2007 GO74                | 11 aprile 2007    | Siding Spring Survey              |
| 256546 -           | 2007 HC5                 | 17 aprile 2007    | Astronomical Research Observatory |
| 256547 Davidesmith | 2007 HA15                | 22 aprile 2007    | Skillman, D. R.                   |
| 256548 -           | 2007 HG70                | 19 aprile 2007    | Spacewatch                        |
| 256549 -           | 2007 HO82                | 25 aprile 2007    | Spacewatch                        |
| 256550 -           | 2007 LV14                | 11 giugno 2007    | Balam, D. D.                      |
| 256551 -           | 2007 OM3                 | 21 luglio 2007    | Hönig, S. F., Teamo, N.           |
| 256552 -           | 2007 OU5                 | 22 luglio 2007    | LUSS                              |
| 256553 -           | 2007 PT4                 | 8 agosto 2007     | Astronomical Research Observatory |
| 256554 -           | 2007 RG179               | 10 settembre 2007 | Mount Lemmon Survey               |
| 256555 -           | 2007 RU221               | 14 settembre 2007 | Mount Lemmon Survey               |
| 256556 -           | 2007 RD237               | 14 settembre 2007 | Spacewatch                        |
| 256557 -           | 2007 RX239               | 14 settembre 2007 | CSS                               |
| 256558 -           | 2007 RQ245               | 11 settembre 2007 | Spacewatch                        |
| 256559 -           | 2007 RR270               | 15 settembre 2007 | Mount Lemmon Survey               |
| 256560 -           | 2007 RU271               | 15 settembre 2007 | Mount Lemmon Survey               |
| 256561 -           | 2007 RR280               | 13 settembre 2007 | CSS                               |
| 256562 -           | 2007 RS283               | 2 settembre 2007  | CSS                               |
| 256563 -           | 2007 RZ285               | 15 settembre 2007 | Mount Lemmon Survey               |
| 256564 -           | 2007 RJ290               | 10 settembre 2007 | Mount Lemmon Survey               |
| 256565 -           | 2007 RC291               | 14 settembre 2007 | Mount Lemmon Survey               |
| 256566 -           | 2007 SH14                | 20 settembre 2007 | CSS                               |
| 256567 -           | 2007 TC2                 | 4 ottobre 2007    | Spacewatch                        |
| 256568 -           | 2007 TY7                 | 7 ottobre 2007    | Lowe, A.                          |
| 256569 -           | 2007 TC9                 | 6 ottobre 2007    | Bickel, W.                        |
| 256570 -           | 2007 TH16                | 7 ottobre 2007    | Crni Vrh                          |
| 256571 -           | 2007 TK40                | 6 ottobre 2007    | Spacewatch                        |
| 256572 -           | 2007 TE67                | 6 ottobre 2007    | Endate, K.                        |
| 256573 -           | 2007 TP74                | 10 ottobre 2007   | Ries, W.                          |
| 256574 -           | 2007 TV79                | 6 ottobre 2007    | PMO NEO Survey Program            |
| 256575 -           | 2007 TP128               | 6 ottobre 2007    | Spacewatch                        |
| 256576 -           | 2007 TJ154               | 9 ottobre 2007    | LINEAR                            |
| 256577 -           | 2007 TB172               | 13 ottobre 2007   | LINEAR                            |
| 256578 -           | 2007 TT183               | 9 ottobre 2007    | PMO NEO Survey Program            |
| 256579 -           | 2007 TL232               | 8 ottobre 2007    | Spacewatch                        |
| 256580 -           | 2007 TS232               | 8 ottobre 2007    | Spacewatch                        |
| 256581 -           | 2007 TA233               | 8 ottobre 2007    | Spacewatch                        |
| 256582 -           | 2007 TB236               | 9 ottobre 2007    | Mount Lemmon Survey               |
| 256583 -           | 2007 TE262               | 10 ottobre 2007   | Spacewatch                        |
| 256584 -           | 2007 TW330               | 11 ottobre 2007   | Spacewatch                        |
| 256585 -           | 2007 TN383               | 14 ottobre 2007   | Spacewatch                        |
| 256586 -           | 2007 TU392               | 15 ottobre 2007   | CSS                               |
| 256587 -           | 2007 TG398               | 15 ottobre 2007   | Mount Lemmon Survey               |
| 256588 -           | 2007 TL398               | 15 ottobre 2007   | Spacewatch                        |
| 256589 -           | 2007 TS429               | 12 ottobre 2007   | Spacewatch                        |
| 256590 -           | 2007 TM432               | 4 ottobre 2007    | Spacewatch                        |
| 256591 -           | 2007 TN440               | 14 ottobre 2007   | Mount Lemmon Survey               |
| 256592 -           | 2007 UT34                | 18 ottobre 2007   | Spacewatch                        |
| 256593 -           | 2007 UY37                | 19 ottobre 2007   | Spacewatch                        |
| 256594 -           | 2007 UV44                | 18 ottobre 2007   | Mount Lemmon Survey               |
| 256595 -           | 2007 UN53                | 30 ottobre 2007   | Spacewatch                        |
| 256596 -           | 2007 UR53                | 30 ottobre 2007   | Spacewatch                        |
| 256597 -           | 2007 US53                | 30 ottobre 2007   | Spacewatch                        |
| 256598 -           | 2007 UL63                | 30 ottobre 2007   | Mount Lemmon Survey               |
| 256599 -           | 2007 UJ91                | 30 ottobre 2007   | Mount Lemmon Survey               |
| 256600 -           | 2007 UK105               | 30 ottobre 2007   | Spacewatch                        |

## 256601-256700
| Nome             | Designazione provvisoria | Data di scoperta | Scopritore            |
| ---------------- | ------------------------ | ---------------- | --------------------- |
| 256601 -         | 2007 UO122               | 30 ottobre 2007  | Spacewatch            |
| 256602 -         | 2007 VO1                 | 2 novembre 2007  | Young, J. W.          |
| 256603 -         | 2007 VW30                | 2 novembre 2007  | Spacewatch            |
| 256604 -         | 2007 VB35                | 3 novembre 2007  | Spacewatch            |
| 256605 -         | 2007 VR43                | 1 novembre 2007  | Spacewatch            |
| 256606 -         | 2007 VZ49                | 1 novembre 2007  | Spacewatch            |
| 256607 -         | 2007 VW52                | 1 novembre 2007  | Spacewatch            |
| 256608 -         | 2007 VT66                | 2 novembre 2007  | Spacewatch            |
| 256609 -         | 2007 VB86                | 2 novembre 2007  | LINEAR                |
| 256610 -         | 2007 VN87                | 2 novembre 2007  | LINEAR                |
| 256611 -         | 2007 VZ89                | 4 novembre 2007  | LINEAR                |
| 256612 -         | 2007 VL97                | 1 novembre 2007  | Spacewatch            |
| 256613 -         | 2007 VE98                | 1 novembre 2007  | LUSS                  |
| 256614 -         | 2007 VY102               | 3 novembre 2007  | Spacewatch            |
| 256615 -         | 2007 VB114               | 3 novembre 2007  | Spacewatch            |
| 256616 -         | 2007 VA119               | 4 novembre 2007  | Spacewatch            |
| 256617 -         | 2007 VH155               | 5 novembre 2007  | Spacewatch            |
| 256618 -         | 2007 VG156               | 5 novembre 2007  | Spacewatch            |
| 256619 -         | 2007 VC157               | 5 novembre 2007  | Spacewatch            |
| 256620 -         | 2007 VD165               | 5 novembre 2007  | Spacewatch            |
| 256621 -         | 2007 VO183               | 8 novembre 2007  | Mount Lemmon Survey   |
| 256622 -         | 2007 VP191               | 4 novembre 2007  | Mount Lemmon Survey   |
| 256623 -         | 2007 VM192               | 4 novembre 2007  | Mount Lemmon Survey   |
| 256624 -         | 2007 VB193               | 4 novembre 2007  | Mount Lemmon Survey   |
| 256625 -         | 2007 VJ211               | 9 novembre 2007  | Spacewatch            |
| 256626 -         | 2007 VV221               | 12 novembre 2007 | Chante-Perdrix        |
| 256627 -         | 2007 VQ228               | 12 novembre 2007 | Mount Lemmon Survey   |
| 256628 -         | 2007 VB232               | 7 novembre 2007  | Spacewatch            |
| 256629 -         | 2007 VC232               | 7 novembre 2007  | Spacewatch            |
| 256630 -         | 2007 VL234               | 9 novembre 2007  | Spacewatch            |
| 256631 -         | 2007 VX236               | 11 novembre 2007 | Mount Lemmon Survey   |
| 256632 -         | 2007 VG241               | 11 novembre 2007 | Mount Lemmon Survey   |
| 256633 -         | 2007 VH270               | 15 novembre 2007 | LINEAR                |
| 256634 -         | 2007 VK270               | 15 novembre 2007 | LINEAR                |
| 256635 -         | 2007 VA282               | 14 novembre 2007 | Spacewatch            |
| 256636 -         | 2007 VJ291               | 14 novembre 2007 | Spacewatch            |
| 256637 -         | 2007 VA306               | 7 novembre 2007  | Mount Lemmon Survey   |
| 256638 -         | 2007 VR307               | 3 novembre 2007  | Mount Lemmon Survey   |
| 256639 -         | 2007 VR312               | 2 novembre 2007  | Mount Lemmon Survey   |
| 256640 -         | 2007 VR313               | 11 novembre 2007 | Mount Lemmon Survey   |
| 256641 -         | 2007 VH316               | 3 novembre 2007  | Mount Lemmon Survey   |
| 256642 -         | 2007 VN316               | 5 novembre 2007  | Mount Lemmon Survey   |
| 256643 -         | 2007 VB321               | 4 novembre 2007  | Mount Lemmon Survey   |
| 256644 -         | 2007 VM328               | 8 novembre 2007  | Spacewatch            |
| 256645 -         | 2007 VQ333               | 11 novembre 2007 | Mount Lemmon Survey   |
| 256646 -         | 2007 WJ4                 | 18 novembre 2007 | BATTeRS               |
| 256647 -         | 2007 WR7                 | 18 novembre 2007 | LINEAR                |
| 256648 -         | 2007 WJ16                | 18 novembre 2007 | Mount Lemmon Survey   |
| 256649 -         | 2007 WG39                | 19 novembre 2007 | Mount Lemmon Survey   |
| 256650 -         | 2007 WO54                | 19 novembre 2007 | Mount Lemmon Survey   |
| 256651 -         | 2007 WZ57                | 19 novembre 2007 | Mount Lemmon Survey   |
| 256652 -         | 2007 WW59                | 19 novembre 2007 | Mount Lemmon Survey   |
| 256653 -         | 2007 XM10                | 3 dicembre 2007  | Hug, G.               |
| 256654 -         | 2007 XC15                | 5 dicembre 2007  | BATTeRS               |
| 256655 -         | 2007 XV16                | 11 dicembre 2007 | Birtwhistle, P.       |
| 256656 -         | 2007 XK17                | 6 dicembre 2007  | LINEAR                |
| 256657 -         | 2007 XO20                | 13 dicembre 2007 | OAM                   |
| 256658 -         | 2007 XG21                | 14 dicembre 2007 | OAM                   |
| 256659 -         | 2007 XL21                | 10 dicembre 2007 | LINEAR                |
| 256660 -         | 2007 XX21                | 10 dicembre 2007 | LINEAR                |
| 256661 -         | 2007 XD22                | 10 dicembre 2007 | LINEAR                |
| 256662 -         | 2007 XT26                | 14 dicembre 2007 | Spacewatch            |
| 256663 -         | 2007 XT27                | 14 dicembre 2007 | Mount Lemmon Survey   |
| 256664 -         | 2007 XY27                | 14 dicembre 2007 | Mount Lemmon Survey   |
| 256665 -         | 2007 XX32                | 15 dicembre 2007 | Spacewatch            |
| 256666 -         | 2007 XB33                | 15 dicembre 2007 | Mount Lemmon Survey   |
| 256667 -         | 2007 XD33                | 15 dicembre 2007 | Spacewatch            |
| 256668 -         | 2007 XJ53                | 14 dicembre 2007 | Mount Lemmon Survey   |
| 256669 -         | 2007 XN53                | 14 dicembre 2007 | Mount Lemmon Survey   |
| 256670 -         | 2007 XT58                | 14 dicembre 2007 | LINEAR                |
| 256671 -         | 2007 YW9                 | 16 dicembre 2007 | Mount Lemmon Survey   |
| 256672 -         | 2007 YB15                | 16 dicembre 2007 | LINEAR                |
| 256673 -         | 2007 YG15                | 16 dicembre 2007 | Spacewatch            |
| 256674 -         | 2007 YQ16                | 16 dicembre 2007 | Spacewatch            |
| 256675 -         | 2007 YE19                | 16 dicembre 2007 | Spacewatch            |
| 256676 -         | 2007 YU24                | 18 dicembre 2007 | Spacewatch            |
| 256677 -         | 2007 YT27                | 18 dicembre 2007 | Spacewatch            |
| 256678 -         | 2007 YZ31                | 30 dicembre 2007 | LINEAR                |
| 256679 -         | 2007 YD37                | 30 dicembre 2007 | Mount Lemmon Survey   |
| 256680 -         | 2007 YK42                | 30 dicembre 2007 | CSS                   |
| 256681 -         | 2007 YQ44                | 30 dicembre 2007 | Spacewatch            |
| 256682 -         | 2007 YT46                | 30 dicembre 2007 | CSS                   |
| 256683 -         | 2007 YU46                | 30 dicembre 2007 | Mount Lemmon Survey   |
| 256684 -         | 2007 YD47                | 30 dicembre 2007 | Mount Lemmon Survey   |
| 256685 -         | 2007 YX51                | 30 dicembre 2007 | Spacewatch            |
| 256686 -         | 2007 YZ54                | 31 dicembre 2007 | CSS                   |
| 256687 -         | 2007 YV55                | 31 dicembre 2007 | Mount Lemmon Survey   |
| 256688 -         | 2007 YF63                | 31 dicembre 2007 | Mount Lemmon Survey   |
| 256689 -         | 2007 YS64                | 18 dicembre 2007 | Mount Lemmon Survey   |
| 256690 -         | 2007 YO66                | 30 dicembre 2007 | Spacewatch            |
| 256691 -         | 2007 YS66                | 30 dicembre 2007 | Mount Lemmon Survey   |
| 256692 -         | 2007 YL68                | 31 dicembre 2007 | Mount Lemmon Survey   |
| 256693 -         | 2007 YH74                | 31 dicembre 2007 | CSS                   |
| 256694 -         | 2007 YK74                | 31 dicembre 2007 | Mount Lemmon Survey   |
| 256695 -         | 2007 YQ74                | 18 dicembre 2007 | Mount Lemmon Survey   |
| 256696 -         | 2008 AS1                 | 7 gennaio 2008   | Apitzsch, R.          |
| 256697 Nahapetov | 2008 AZ1                 | 6 gennaio 2008   | Kryachko, T. V.       |
| 256698 Zhuzhixin | 2008 AX2                 | 7 gennaio 2008   | LUSS                  |
| 256699 Poudai    | 2008 AZ2                 | 7 gennaio 2008   | Ye, Q.-Z., Lin, H.-C. |
| 256700 -         | 2008 AG3                 | 8 gennaio 2008   | Kugel, F.             |

## 256701-256800
| Nome            | Designazione provvisoria | Data di scoperta | Scopritore          |
| --------------- | ------------------------ | ---------------- | ------------------- |
| 256701 -        | 2008 AA4                 | 8 gennaio 2008   | Kugel, F.           |
| 256702 -        | 2008 AJ4                 | 7 gennaio 2008   | LUSS                |
| 256703 -        | 2008 AJ7                 | 10 gennaio 2008  | Spacewatch          |
| 256704 -        | 2008 AA10                | 10 gennaio 2008  | Mount Lemmon Survey |
| 256705 -        | 2008 AR10                | 10 gennaio 2008  | Mount Lemmon Survey |
| 256706 -        | 2008 AT20                | 10 gennaio 2008  | Mount Lemmon Survey |
| 256707 -        | 2008 AU21                | 10 gennaio 2008  | Mount Lemmon Survey |
| 256708 -        | 2008 AA28                | 10 gennaio 2008  | Mount Lemmon Survey |
| 256709 -        | 2008 AX33                | 9 gennaio 2008   | LUSS                |
| 256710 -        | 2008 AD35                | 10 gennaio 2008  | Spacewatch          |
| 256711 -        | 2008 AD37                | 10 gennaio 2008  | Spacewatch          |
| 256712 -        | 2008 AB43                | 10 gennaio 2008  | Mount Lemmon Survey |
| 256713 -        | 2008 AZ43                | 10 gennaio 2008  | Spacewatch          |
| 256714 -        | 2008 AO44                | 10 gennaio 2008  | Spacewatch          |
| 256715 -        | 2008 AF47                | 11 gennaio 2008  | Spacewatch          |
| 256716 -        | 2008 AV51                | 11 gennaio 2008  | Spacewatch          |
| 256717 -        | 2008 AA57                | 11 gennaio 2008  | Spacewatch          |
| 256718 -        | 2008 AB57                | 11 gennaio 2008  | Spacewatch          |
| 256719 -        | 2008 AJ63                | 11 gennaio 2008  | Mount Lemmon Survey |
| 256720 -        | 2008 AC65                | 11 gennaio 2008  | Mount Lemmon Survey |
| 256721 -        | 2008 AH66                | 11 gennaio 2008  | Spacewatch          |
| 256722 -        | 2008 AX66                | 11 gennaio 2008  | Spacewatch          |
| 256723 -        | 2008 AT73                | 10 gennaio 2008  | Mount Lemmon Survey |
| 256724 -        | 2008 AC76                | 11 gennaio 2008  | Spacewatch          |
| 256725 -        | 2008 AQ93                | 14 gennaio 2008  | Spacewatch          |
| 256726 -        | 2008 AK102               | 13 gennaio 2008  | Mount Lemmon Survey |
| 256727 -        | 2008 AC110               | 15 gennaio 2008  | Spacewatch          |
| 256728 -        | 2008 AE110               | 15 gennaio 2008  | Spacewatch          |
| 256729 -        | 2008 AW113               | 9 gennaio 2008   | Mount Lemmon Survey |
| 256730 -        | 2008 AG116               | 11 gennaio 2008  | Mount Lemmon Survey |
| 256731 -        | 2008 AN127               | 10 gennaio 2008  | Spacewatch          |
| 256732 -        | 2008 AN129               | 12 gennaio 2008  | CSS                 |
| 256733 -        | 2008 AA135               | 10 gennaio 2008  | Mount Lemmon Survey |
| 256734 -        | 2008 AA137               | 14 gennaio 2008  | Spacewatch          |
| 256735 -        | 2008 AD137               | 15 gennaio 2008  | LINEAR              |
| 256736 -        | 2008 BK4                 | 16 gennaio 2008  | Spacewatch          |
| 256737 -        | 2008 BL9                 | 16 gennaio 2008  | Spacewatch          |
| 256738 -        | 2008 BT9                 | 16 gennaio 2008  | Spacewatch          |
| 256739 -        | 2008 BU15                | 28 gennaio 2008  | LUSS                |
| 256740 -        | 2008 BL18                | 30 gennaio 2008  | CSS                 |
| 256741 -        | 2008 BK20                | 30 gennaio 2008  | CSS                 |
| 256742 -        | 2008 BJ21                | 30 gennaio 2008  | Mount Lemmon Survey |
| 256743 -        | 2008 BL22                | 31 gennaio 2008  | Mount Lemmon Survey |
| 256744 -        | 2008 BT22                | 31 gennaio 2008  | Mount Lemmon Survey |
| 256745 -        | 2008 BO23                | 31 gennaio 2008  | Mount Lemmon Survey |
| 256746 -        | 2008 BK24                | 30 gennaio 2008  | Spacewatch          |
| 256747 -        | 2008 BD29                | 30 gennaio 2008  | Mount Lemmon Survey |
| 256748 -        | 2008 BX29                | 30 gennaio 2008  | CSS                 |
| 256749 -        | 2008 BZ29                | 30 gennaio 2008  | CSS                 |
| 256750 -        | 2008 BD30                | 30 gennaio 2008  | CSS                 |
| 256751 -        | 2008 BD32                | 30 gennaio 2008  | Mount Lemmon Survey |
| 256752 -        | 2008 BG32                | 30 gennaio 2008  | CSS                 |
| 256753 -        | 2008 BF34                | 30 gennaio 2008  | CSS                 |
| 256754 -        | 2008 BH34                | 30 gennaio 2008  | Mount Lemmon Survey |
| 256755 -        | 2008 BZ34                | 30 gennaio 2008  | Mount Lemmon Survey |
| 256756 -        | 2008 BT35                | 30 gennaio 2008  | Spacewatch          |
| 256757 -        | 2008 BN37                | 31 gennaio 2008  | CSS                 |
| 256758 -        | 2008 BU37                | 31 gennaio 2008  | CSS                 |
| 256759 -        | 2008 BP38                | 31 gennaio 2008  | Mount Lemmon Survey |
| 256760 -        | 2008 BA39                | 31 gennaio 2008  | Mount Lemmon Survey |
| 256761 -        | 2008 BB40                | 30 gennaio 2008  | CSS                 |
| 256762 -        | 2008 BY42                | 28 gennaio 2008  | OAM                 |
| 256763 -        | 2008 BB46                | 30 gennaio 2008  | Mount Lemmon Survey |
| 256764 -        | 2008 BN46                | 30 gennaio 2008  | Mount Lemmon Survey |
| 256765 -        | 2008 BY46                | 30 gennaio 2008  | Mount Lemmon Survey |
| 256766 -        | 2008 BJ47                | 20 gennaio 2008  | Mount Lemmon Survey |
| 256767 -        | 2008 BT47                | 30 gennaio 2008  | Mount Lemmon Survey |
| 256768 -        | 2008 BU47                | 30 gennaio 2008  | Mount Lemmon Survey |
| 256769 -        | 2008 BM48                | 20 gennaio 2008  | Mount Lemmon Survey |
| 256770 -        | 2008 BP50                | 30 gennaio 2008  | Mount Lemmon Survey |
| 256771 -        | 2008 BD51                | 20 gennaio 2008  | Mount Lemmon Survey |
| 256772 -        | 2008 BG51                | 16 gennaio 2008  | LINEAR              |
| 256773 -        | 2008 CP1                 | 2 febbraio 2008  | Endate, K.          |
| 256774 -        | 2008 CV1                 | 3 febbraio 2008  | BATTeRS             |
| 256775 -        | 2008 CM4                 | 2 febbraio 2008  | Mount Lemmon Survey |
| 256776 -        | 2008 CF5                 | 4 febbraio 2008  | Pauwels, T.         |
| 256777 -        | 2008 CF7                 | 1 febbraio 2008  | Spacewatch          |
| 256778 -        | 2008 CT10                | 3 febbraio 2008  | CSS                 |
| 256779 -        | 2008 CP11                | 3 febbraio 2008  | Spacewatch          |
| 256780 -        | 2008 CN14                | 3 febbraio 2008  | Spacewatch          |
| 256781 -        | 2008 CS15                | 3 febbraio 2008  | Spacewatch          |
| 256782 -        | 2008 CR16                | 3 febbraio 2008  | Spacewatch          |
| 256783 -        | 2008 CD18                | 3 febbraio 2008  | Spacewatch          |
| 256784 -        | 2008 CZ18                | 3 febbraio 2008  | Spacewatch          |
| 256785 -        | 2008 CG19                | 3 febbraio 2008  | Spacewatch          |
| 256786 -        | 2008 CN19                | 6 febbraio 2008  | CSS                 |
| 256787 -        | 2008 CK23                | 1 febbraio 2008  | Spacewatch          |
| 256788 -        | 2008 CF43                | 2 febbraio 2008  | Spacewatch          |
| 256789 -        | 2008 CY45                | 2 febbraio 2008  | CSS                 |
| 256790 -        | 2008 CC47                | 3 febbraio 2008  | Spacewatch          |
| 256791 -        | 2008 CO48                | 3 febbraio 2008  | Spacewatch          |
| 256792 -        | 2008 CD49                | 6 febbraio 2008  | CSS                 |
| 256793 -        | 2008 CX50                | 6 febbraio 2008  | Spacewatch          |
| 256794 -        | 2008 CM65                | 8 febbraio 2008  | Spacewatch          |
| 256795 Suzyzahn | 2008 CS68                | 7 febbraio 2008  | Christophe, B.      |
| 256796 Almanzor | 2008 CN69                | 8 febbraio 2008  | Lacruz, J.          |
| 256797 Benbow   | 2008 CA70                | 9 febbraio 2008  | Lacruz, J.          |
| 256798 -        | 2008 CQ71                | 7 febbraio 2008  | CSS                 |
| 256799 -        | 2008 CT71                | 7 febbraio 2008  | CSS                 |
| 256800 -        | 2008 CG76                | 3 febbraio 2008  | Spacewatch          |

## 256801-256900
| Nome           | Designazione provvisoria | Data di scoperta | Scopritore             |
| -------------- | ------------------------ | ---------------- | ---------------------- |
| 256801 -       | 2008 CJ83                | 7 febbraio 2008  | Spacewatch             |
| 256802 -       | 2008 CU83                | 7 febbraio 2008  | Spacewatch             |
| 256803 -       | 2008 CO85                | 7 febbraio 2008  | Spacewatch             |
| 256804 -       | 2008 CE87                | 7 febbraio 2008  | Mount Lemmon Survey    |
| 256805 -       | 2008 CL92                | 8 febbraio 2008  | Spacewatch             |
| 256806 -       | 2008 CR92                | 8 febbraio 2008  | Spacewatch             |
| 256807 -       | 2008 CS92                | 8 febbraio 2008  | Spacewatch             |
| 256808 -       | 2008 CV92                | 8 febbraio 2008  | Spacewatch             |
| 256809 -       | 2008 CD108               | 9 febbraio 2008  | Mount Lemmon Survey    |
| 256810 -       | 2008 CZ109               | 9 febbraio 2008  | Spacewatch             |
| 256811 -       | 2008 CA111               | 10 febbraio 2008 | Spacewatch             |
| 256812 -       | 2008 CU114               | 10 febbraio 2008 | Mount Lemmon Survey    |
| 256813 Marburg | 2008 CW116               | 11 febbraio 2008 | Schwab, E., Kling, R.  |
| 256814 -       | 2008 CT118               | 11 febbraio 2008 | Healy, D.              |
| 256815 -       | 2008 CQ120               | 6 febbraio 2008  | CSS                    |
| 256816 -       | 2008 CV120               | 6 febbraio 2008  | LONEOS                 |
| 256817 -       | 2008 CB121               | 6 febbraio 2008  | PMO NEO Survey Program |
| 256818 -       | 2008 CG123               | 7 febbraio 2008  | Mount Lemmon Survey    |
| 256819 -       | 2008 CH132               | 8 febbraio 2008  | Spacewatch             |
| 256820 -       | 2008 CQ135               | 8 febbraio 2008  | Mount Lemmon Survey    |
| 256821 -       | 2008 CV135               | 8 febbraio 2008  | Spacewatch             |
| 256822 -       | 2008 CL136               | 8 febbraio 2008  | Mount Lemmon Survey    |
| 256823 -       | 2008 CA141               | 8 febbraio 2008  | Spacewatch             |
| 256824 -       | 2008 CH141               | 8 febbraio 2008  | Spacewatch             |
| 256825 -       | 2008 CN141               | 8 febbraio 2008  | Spacewatch             |
| 256826 -       | 2008 CU142               | 8 febbraio 2008  | Spacewatch             |
| 256827 -       | 2008 CJ143               | 8 febbraio 2008  | Spacewatch             |
| 256828 -       | 2008 CA144               | 8 febbraio 2008  | Spacewatch             |
| 256829 -       | 2008 CN144               | 9 febbraio 2008  | Spacewatch             |
| 256830 -       | 2008 CK145               | 9 febbraio 2008  | Spacewatch             |
| 256831 -       | 2008 CM147               | 9 febbraio 2008  | Spacewatch             |
| 256832 -       | 2008 CJ149               | 9 febbraio 2008  | Spacewatch             |
| 256833 -       | 2008 CV149               | 9 febbraio 2008  | Spacewatch             |
| 256834 -       | 2008 CV156               | 9 febbraio 2008  | Spacewatch             |
| 256835 -       | 2008 CX156               | 9 febbraio 2008  | Spacewatch             |
| 256836 -       | 2008 CF157               | 9 febbraio 2008  | Spacewatch             |
| 256837 -       | 2008 CL157               | 9 febbraio 2008  | CSS                    |
| 256838 -       | 2008 CB158               | 9 febbraio 2008  | CSS                    |
| 256839 -       | 2008 CN158               | 9 febbraio 2008  | CSS                    |
| 256840 -       | 2008 CQ158               | 9 febbraio 2008  | Spacewatch             |
| 256841 -       | 2008 CR158               | 9 febbraio 2008  | Spacewatch             |
| 256842 -       | 2008 CU160               | 9 febbraio 2008  | Spacewatch             |
| 256843 -       | 2008 CH162               | 10 febbraio 2008 | CSS                    |
| 256844 -       | 2008 CR163               | 10 febbraio 2008 | CSS                    |
| 256845 -       | 2008 CW168               | 12 febbraio 2008 | Mount Lemmon Survey    |
| 256846 -       | 2008 CT169               | 12 febbraio 2008 | Mount Lemmon Survey    |
| 256847 -       | 2008 CL175               | 6 febbraio 2008  | LINEAR                 |
| 256848 -       | 2008 CD176               | 6 febbraio 2008  | LINEAR                 |
| 256849 -       | 2008 CA180               | 8 febbraio 2008  | CSS                    |
| 256850 -       | 2008 CW180               | 9 febbraio 2008  | CSS                    |
| 256851 -       | 2008 CV182               | 11 febbraio 2008 | Mount Lemmon Survey    |
| 256852 -       | 2008 CB195               | 13 febbraio 2008 | Mount Lemmon Survey    |
| 256853 -       | 2008 CA196               | 1 febbraio 2008  | Spacewatch             |
| 256854 -       | 2008 CM197               | 8 febbraio 2008  | Mount Lemmon Survey    |
| 256855 -       | 2008 CA198               | 10 febbraio 2008 | Mount Lemmon Survey    |
| 256856 -       | 2008 CD198               | 11 febbraio 2008 | Mount Lemmon Survey    |
| 256857 -       | 2008 CX198               | 13 febbraio 2008 | Spacewatch             |
| 256858 -       | 2008 CY201               | 10 febbraio 2008 | Mount Lemmon Survey    |
| 256859 -       | 2008 CD205               | 9 febbraio 2008  | Mount Lemmon Survey    |
| 256860 -       | 2008 CU206               | 10 febbraio 2008 | Spacewatch             |
| 256861 -       | 2008 CM214               | 11 febbraio 2008 | Mount Lemmon Survey    |
| 256862 -       | 2008 CR215               | 13 febbraio 2008 | Mount Lemmon Survey    |
| 256863 -       | 2008 CT215               | 13 febbraio 2008 | Mount Lemmon Survey    |
| 256864 -       | 2008 DK                  | 24 febbraio 2008 | Tozzi, F.              |
| 256865 -       | 2008 DA1                 | 24 febbraio 2008 | Spacewatch             |
| 256866 -       | 2008 DM1                 | 24 febbraio 2008 | Spacewatch             |
| 256867 -       | 2008 DP3                 | 24 febbraio 2008 | Spacewatch             |
| 256868 -       | 2008 DU7                 | 24 febbraio 2008 | Mount Lemmon Survey    |
| 256869 -       | 2008 DF11                | 26 febbraio 2008 | Spacewatch             |
| 256870 -       | 2008 DX11                | 26 febbraio 2008 | Spacewatch             |
| 256871 -       | 2008 DN13                | 26 febbraio 2008 | Mount Lemmon Survey    |
| 256872 -       | 2008 DB15                | 26 febbraio 2008 | Mount Lemmon Survey    |
| 256873 -       | 2008 DM16                | 27 febbraio 2008 | Spacewatch             |
| 256874 -       | 2008 DD17                | 28 febbraio 2008 | Calvin College         |
| 256875 -       | 2008 DR19                | 27 febbraio 2008 | Mount Lemmon Survey    |
| 256876 -       | 2008 DE22                | 28 febbraio 2008 | Mount Lemmon Survey    |
| 256877 -       | 2008 DW24                | 28 febbraio 2008 | Mount Lemmon Survey    |
| 256878 -       | 2008 DC31                | 27 febbraio 2008 | Spacewatch             |
| 256879 -       | 2008 DU32                | 27 febbraio 2008 | Spacewatch             |
| 256880 -       | 2008 DE33                | 27 febbraio 2008 | Spacewatch             |
| 256881 -       | 2008 DK34                | 27 febbraio 2008 | Spacewatch             |
| 256882 -       | 2008 DR34                | 27 febbraio 2008 | Spacewatch             |
| 256883 -       | 2008 DF37                | 27 febbraio 2008 | Mount Lemmon Survey    |
| 256884 -       | 2008 DN37                | 27 febbraio 2008 | Spacewatch             |
| 256885 -       | 2008 DO37                | 27 febbraio 2008 | Mount Lemmon Survey    |
| 256886 -       | 2008 DQ37                | 27 febbraio 2008 | Mount Lemmon Survey    |
| 256887 -       | 2008 DN38                | 27 febbraio 2008 | Spacewatch             |
| 256888 -       | 2008 DS38                | 27 febbraio 2008 | Spacewatch             |
| 256889 -       | 2008 DV38                | 27 febbraio 2008 | Mount Lemmon Survey    |
| 256890 -       | 2008 DT40                | 27 febbraio 2008 | Spacewatch             |
| 256891 -       | 2008 DU40                | 27 febbraio 2008 | Spacewatch             |
| 256892 Wutayou | 2008 DW40                | 27 febbraio 2008 | Lin, C.-S., Ye, Q.-z.  |
| 256893 -       | 2008 DM43                | 28 febbraio 2008 | Mount Lemmon Survey    |
| 256894 -       | 2008 DR43                | 28 febbraio 2008 | CSS                    |
| 256895 -       | 2008 DC44                | 28 febbraio 2008 | Mount Lemmon Survey    |
| 256896 -       | 2008 DC47                | 28 febbraio 2008 | Spacewatch             |
| 256897 -       | 2008 DN47                | 28 febbraio 2008 | Spacewatch             |
| 256898 -       | 2008 DZ51                | 29 febbraio 2008 | Spacewatch             |
| 256899 -       | 2008 DB52                | 29 febbraio 2008 | Spacewatch             |
| 256900 -       | 2008 DP53                | 29 febbraio 2008 | Mount Lemmon Survey    |

## 256901-257000
| Nome     | Designazione provvisoria | Data di scoperta | Scopritore          |
| -------- | ------------------------ | ---------------- | ------------------- |
| 256901 - | 2008 DW53                | 29 febbraio 2008 | Spacewatch          |
| 256902 - | 2008 DO55                | 26 febbraio 2008 | Mount Lemmon Survey |
| 256903 - | 2008 DF56                | 29 febbraio 2008 | Spacewatch          |
| 256904 - | 2008 DY63                | 28 febbraio 2008 | Mount Lemmon Survey |
| 256905 - | 2008 DW66                | 29 febbraio 2008 | Spacewatch          |
| 256906 - | 2008 DR68                | 29 febbraio 2008 | Spacewatch          |
| 256907 - | 2008 DM71                | 24 febbraio 2008 | Mount Lemmon Survey |
| 256908 - | 2008 DW72                | 26 febbraio 2008 | Mount Lemmon Survey |
| 256909 - | 2008 DT81                | 27 febbraio 2008 | Spacewatch          |
| 256910 - | 2008 DW82                | 28 febbraio 2008 | Mount Lemmon Survey |
| 256911 - | 2008 DL83                | 29 febbraio 2008 | Spacewatch          |
| 256912 - | 2008 DP83                | 29 febbraio 2008 | Spacewatch          |
| 256913 - | 2008 DV84                | 18 febbraio 2008 | Mount Lemmon Survey |
| 256914 - | 2008 DO86                | 29 febbraio 2008 | Spacewatch          |
| 256915 - | 2008 EA2                 | 1 marzo 2008     | Spacewatch          |
| 256916 - | 2008 EC2                 | 1 marzo 2008     | Spacewatch          |
| 256917 - | 2008 EJ5                 | 1 marzo 2008     | LONEOS              |
| 256918 - | 2008 EA6                 | 1 marzo 2008     | Spacewatch          |
| 256919 - | 2008 EX6                 | 3 marzo 2008     | Kugel, F.           |
| 256920 - | 2008 EH7                 | 5 marzo 2008     | Mount Lemmon Survey |
| 256921 - | 2008 EV7                 | 1 marzo 2008     | OAM                 |
| 256922 - | 2008 ET11                | 1 marzo 2008     | Spacewatch          |
| 256923 - | 2008 EC13                | 1 marzo 2008     | Spacewatch          |
| 256924 - | 2008 EF13                | 1 marzo 2008     | Spacewatch          |
| 256925 - | 2008 EH15                | 1 marzo 2008     | Spacewatch          |
| 256926 - | 2008 EJ16                | 1 marzo 2008     | Spacewatch          |
| 256927 - | 2008 EU21                | 2 marzo 2008     | Spacewatch          |
| 256928 - | 2008 EW21                | 2 marzo 2008     | Spacewatch          |
| 256929 - | 2008 EO23                | 3 marzo 2008     | CSS                 |
| 256930 - | 2008 EY26                | 4 marzo 2008     | Spacewatch          |
| 256931 - | 2008 ER28                | 4 marzo 2008     | Mount Lemmon Survey |
| 256932 - | 2008 EC29                | 4 marzo 2008     | Mount Lemmon Survey |
| 256933 - | 2008 EE29                | 4 marzo 2008     | Mount Lemmon Survey |
| 256934 - | 2008 EK32                | 8 marzo 2008     | Tozzi, F.           |
| 256935 - | 2008 EG34                | 2 marzo 2008     | Spacewatch          |
| 256936 - | 2008 EZ37                | 4 marzo 2008     | Spacewatch          |
| 256937 - | 2008 EG38                | 4 marzo 2008     | Spacewatch          |
| 256938 - | 2008 EH39                | 4 marzo 2008     | Spacewatch          |
| 256939 - | 2008 EA40                | 4 marzo 2008     | Spacewatch          |
| 256940 - | 2008 EW40                | 4 marzo 2008     | Spacewatch          |
| 256941 - | 2008 EJ42                | 4 marzo 2008     | Spacewatch          |
| 256942 - | 2008 EM42                | 4 marzo 2008     | Spacewatch          |
| 256943 - | 2008 EG46                | 5 marzo 2008     | Spacewatch          |
| 256944 - | 2008 EZ47                | 5 marzo 2008     | Spacewatch          |
| 256945 - | 2008 ED48                | 5 marzo 2008     | Spacewatch          |
| 256946 - | 2008 EJ48                | 5 marzo 2008     | Spacewatch          |
| 256947 - | 2008 EQ49                | 6 marzo 2008     | Spacewatch          |
| 256948 - | 2008 ED51                | 6 marzo 2008     | Spacewatch          |
| 256949 - | 2008 ED59                | 8 marzo 2008     | Mount Lemmon Survey |
| 256950 - | 2008 EZ59                | 8 marzo 2008     | CSS                 |
| 256951 - | 2008 EF68                | 9 marzo 2008     | Stevens, B. L.      |
| 256952 - | 2008 EM69                | 5 marzo 2008     | Mount Lemmon Survey |
| 256953 - | 2008 EH72                | 6 marzo 2008     | Mount Lemmon Survey |
| 256954 - | 2008 EV72                | 6 marzo 2008     | Mount Lemmon Survey |
| 256955 - | 2008 ER75                | 7 marzo 2008     | Spacewatch          |
| 256956 - | 2008 ES75                | 7 marzo 2008     | Spacewatch          |
| 256957 - | 2008 EA76                | 7 marzo 2008     | Spacewatch          |
| 256958 - | 2008 EM76                | 7 marzo 2008     | Spacewatch          |
| 256959 - | 2008 ER77                | 7 marzo 2008     | Spacewatch          |
| 256960 - | 2008 EL82                | 8 marzo 2008     | LINEAR              |
| 256961 - | 2008 EA83                | 8 marzo 2008     | LINEAR              |
| 256962 - | 2008 EW83                | 8 marzo 2008     | CSS                 |
| 256963 - | 2008 ES84                | 13 marzo 2008    | Tozzi, F.           |
| 256964 - | 2008 EV86                | 7 marzo 2008     | Spacewatch          |
| 256965 - | 2008 EL87                | 8 marzo 2008     | CSS                 |
| 256966 - | 2008 EP89                | 9 marzo 2008     | LINEAR              |
| 256967 - | 2008 EV89                | 10 marzo 2008    | Nyukasa             |
| 256968 - | 2008 EL90                | 6 marzo 2008     | Spacewatch          |
| 256969 - | 2008 EA95                | 5 marzo 2008     | Mount Lemmon Survey |
| 256970 - | 2008 ET97                | 11 marzo 2008    | Mount Lemmon Survey |
| 256971 - | 2008 ET98                | 3 marzo 2008     | CSS                 |
| 256972 - | 2008 EJ101               | 5 marzo 2008     | Mount Lemmon Survey |
| 256973 - | 2008 EQ104               | 6 marzo 2008     | Spacewatch          |
| 256974 - | 2008 ET107               | 7 marzo 2008     | Mount Lemmon Survey |
| 256975 - | 2008 EE113               | 8 marzo 2008     | Spacewatch          |
| 256976 - | 2008 EM114               | 8 marzo 2008     | Spacewatch          |
| 256977 - | 2008 ES119               | 9 marzo 2008     | Spacewatch          |
| 256978 - | 2008 EC120               | 9 marzo 2008     | Spacewatch          |
| 256979 - | 2008 EN121               | 9 marzo 2008     | Spacewatch          |
| 256980 - | 2008 EV121               | 9 marzo 2008     | Spacewatch          |
| 256981 - | 2008 EA122               | 9 marzo 2008     | Spacewatch          |
| 256982 - | 2008 EW122               | 9 marzo 2008     | Spacewatch          |
| 256983 - | 2008 EJ127               | 10 marzo 2008    | Spacewatch          |
| 256984 - | 2008 EL127               | 10 marzo 2008    | CSS                 |
| 256985 - | 2008 EW128               | 11 marzo 2008    | Spacewatch          |
| 256986 - | 2008 EL129               | 11 marzo 2008    | Spacewatch          |
| 256987 - | 2008 EL132               | 11 marzo 2008    | CSS                 |
| 256988 - | 2008 EM133               | 11 marzo 2008    | Mount Lemmon Survey |
| 256989 - | 2008 EM137               | 11 marzo 2008    | Spacewatch          |
| 256990 - | 2008 ET137               | 11 marzo 2008    | Spacewatch          |
| 256991 - | 2008 ES139               | 11 marzo 2008    | CSS                 |
| 256992 - | 2008 EC140               | 12 marzo 2008    | Spacewatch          |
| 256993 - | 2008 EM142               | 12 marzo 2008    | Mount Lemmon Survey |
| 256994 - | 2008 EB143               | 13 marzo 2008    | CSS                 |
| 256995 - | 2008 EJ147               | 1 marzo 2008     | Spacewatch          |
| 256996 - | 2008 ED148               | 1 marzo 2008     | Spacewatch          |
| 256997 - | 2008 EF148               | 1 marzo 2008     | Spacewatch          |
| 256998 - | 2008 EJ149               | 4 marzo 2008     | Spacewatch          |
| 256999 - | 2008 EC150               | 7 marzo 2008     | CSS                 |
| 257000 - | 2008 EF150               | 9 marzo 2008     | Spacewatch          |